# Варльен, Джованни
Джованни Варльен (итал. Giovanni Varglien; 16 мая 1911, Риека, Транслейтания — 16 октября 1990, Триест) — итальянский футболист, игравший на позиции полузащитника. По завершении игровой карьеры — тренер.
Известен по выступлениям в первую очередь за клуб «Ювентус», в составе которого стал пятикратным чемпионом Италии и двукратным обладателем Кубка Италии, игрок сборной Италии. Как тренер известен по работе с рядом итальянских клубов, а также со сборной Турции.

## Клубная карьера
Родился 16 мая 1911 года в городе Фиуме (он же Риека). Начал заниматься футболом в местном клубе «Фиумана», во взрослом футболе дебютировал в 1928 году в Национальном дивизионе, сыграв в этом сезоне в 10 матчах.
В следующем году футболист перешёл в состав клуба «Ювентус» из Турина. В «старой синьоре» он быстро стал одним из основных футболистов, сыграв за туринскую команду 381 матч только в чемпионате Италии, выступал в команде в течение 18 лет подряд, как в довоенный период, так и во время и после Второй мировой войны. В течение выступлений за «Ювентус» Варльен пять раз выигрывал титул чемпиона Италии, дважды становился обладателем Кубка Италии.
В 1947 году стал игроком команды Серии B «Палермо», с которой выиграл серию В, и вышел в серию А, после чего завершил карьеру футболиста.

## Выступления за сборную
В 1936 году дебютировал в официальных матчах в составе национальной сборной Италии. В течение карьеры в национальной команде провёл в её форме только 3 матча, последний матч сыграл в 1939 году.

## Карьера тренера
Начал тренерскую карьеру сразу же по завершении карьеры игрока, в 1948 году возглавив тренерский штаб клуба «Палермо», с которым работал в течение года, сумев удержать клуб в Серии А.
В 1949 году Джованни Варльен стал главным тренером команды «Аталанта», проработал в клубе два года. Следующие два года работал в клубе «Новара».
В 1953 году снова возглавил «Палермо», однако работал без особого успеха, и уже через несколько месяцев покинул команду. После небольшого перерыва в тренерской работе в 1955 году возглавил турецкий клуб «Вефа», а уже в следующем году принял предложение возглавить сборную Турции, которую возглавлял несколько месяцев.
В 1958 году возглавил клуб «Салернитана», с которым проработал до 1959 года.
В последние годы своей тренерской карьеры Джованни Варльен возглавлял команды «Казале», «Бьеллезе», «Порденоне». Последним местом тренерской работы был клуб «Езина», с которым Джованни Варльен выиграл Серию D в 1965 году, после чего в 1966 году завершил тренерскую карьеру.
Умер Джованни Варльен 16 октября 1990 года на 80-м году жизни в городе Триест.

## Достижения
- Чемпион Италии (5):

«Ювентус»: 1930—1931, 1931—1932, 1932—1933, 1933—1934, 1934—1935
- Обладатель Кубка Италии (2):

«Ювентус»: 1937—1938, 1941—1942